# Portgas D. Ace
Portgas D. Ace er en fiktiv person i mangaen og animeen One Piece. Han er storebror til Monkey D. Luffy.

## Om Ace
En af de mest tydelige træk ved Ace er hans tatoveringer. Bl.a. har han en på ryggen med Whitebeards symbol – et dødningehoved med et hvidt moustache og et kors bagved. Han har en anden tatovering på venstre, hvor der står ASCE (S'et er sandsynligvis en fejl fra tatovøren).
Ace rejser rundt på Grand Line i hans båd, som bruger hans djævlekræfter som motor.
For tiden er han en af de to pirater, der nogensinde har undslippet kaptajn Smoker (den anden er Luffy). Han kæmpede mod Smoker i Alabasta, men kampen blev uafgjort.

## Personlighed
Han forlod Vindmølleby tre år før Luffy og han er Whitebeards loyale håndlanger, som kommanderer Whitebeards anden underdeling.
De to brødre ligner hinanden ret meget i udseende; dog er Ace langt mere muskuløs end Luffy. Han har også en masse fregner. Det kræver en masse energi at producere den ild han har fået fra djævlefrugten så han falder derfor i søvn på tilfældige tidspunkt, hvorefter folk regner ham som død. Personlighedsmæssigt er Ace meget mere intelligent, høflig og generelt mere udholdelig end sin yngre bror, hvilket lader Stråhattene stille spørgsmål om, at han virkelig er beslægtet med deres tumpe af en kaptajn. Stadig er de to brødre meget tæt på hinanden, men det er Ace, som udfører god storebroradfærd, såsom at bede Stråhattene om at holde øje med hans lillebror. 
Ace og Luffy er dog ikke biologisk beslægtet, Portgas D. Ace er søn af Gol D Roger, tidligere sørøverkonge, mens Luffy er søn af Dragon, oprørenes leder.
Han har hentydet til, at hans drøm er at gøre Whitebeard til sørøvernes konge.
Ace har muligvis lavvande i kassen og han er blevet set spise gigantiske portioner på restauranter, hvorefter han stikker af uden at betale. Han har også en mindre intelligent side af sin personlighed, som da han bad Buggys bande om at fortsætte en fest.

## Historie
Han er hverken rigtig mod eller med Stråhattene. Han var i Alabasta for at lede efter sin tidligere bandekammerat Blackbeard fra Whitebeards bande. Blackbeard myrdede en bandekammerat og stak af, hvorefter Ace tog på jagt efter ham for at hævne bandemedlemmets spil. 
Ace blev først i et flashback på Drum og blev introduceret i Alabastas havneby Nanohana, hvor han sov på en restaurant. Senere, i Jaya-sagaen, hoppede han om bord på Buggys skib for at feste med og lovede at vise ham vej til Luffy.
Ace har også fået en kapiteltitelhistorie, hvor han infiltrerer et marineskib for at aflevere brevene til hans redningsmands, en malkepige, forældre, mens han leder efter information om Blackbeard.

## Evner
Ace forlod sin hjemby 3 år før Luffy og på det tidspunkt var han allerede meget stærk og dygtig. Han kunne på det tidspunkt uden problemer besejre Luffy, selvom han ikke havde djævlekræfter og Luffy havde.
Ace har spist en djævlefrugt; Ildfrugten af Logia-typen, som lader ham manipulere ild. Han er den eneste person i One Piece, der har kunnet hamle op med Smoker. Luffy, derimod, er altid løbet væk fra Smoker i stedet for at slås.
Aces hidtil største kraftfremvisning var at destruere 5 store skibe uden problemer. Han ser ikke ud til at tage sig af sin manglende evne til at svømme.
| Anime- eller mangafigur | Spire Denne artikel om en anime- og/eller mangafigur er en spire som bør udbygges. Du er velkommen til at hjælpe Wikipedia ved at udvide den. |